# Theo Stockman
Theo Stockman (Brookline, Massachusetts, Estados Unidos; 27 de diciembre de 1984) es un actor, cantante y músico estadounidense, conocido especialmente por sus papeles en varios musicales de Broadway.

## Primeros años
Se graduó en Concord Academy en 2003. Allí fue miembro activo del programa de teatro, donde actuó como Nick Bottom en A Midsummer Night's Dream y como multitud de personajes en The Laramie Project. En su último año adaptó The Perks of Being a Wallflower y la dirigió.
Stockman se graduó en la categoría de arte dramático en la Tisch School of Arts de la Universidad de Nueva York en 2007 y después de estudiar arte dramático participó una noche en el musical Hair como Claude, en el Teatro Mitu de Nueva York.

## Carrera
Stockman fue miembro del resurgimiento del musical Hair actuando como Hubert. También estuvo presente en la actuación del mismo en el teatro Delacorte Theater.
En mayo de 2009 hizo el papel de Benvolio en una lectura producción de The Last Goodbye, adaptación de un musical de rock de Romeo y Julieta con las canciones del fallecido Jeff Buckley.
En 2007 actuó como Dionysus en The Bacchae en el Festival Internacional del Teatro en Varsovia, por el que fue galardonado con el premio al Mejor Actor Protagonista.
En 2009 Stockman hizo apariciones especiales en 30 Rock y en Cupid. También trabajó como DJ en Nueva York bajo el nombre de «DJ Theocracy».
Stockman participó como The Representative of Jingletown en la producción de American Idiot en Broadway. American Idiot se estrenó en el Berkeley Repertory Theatre el 4 de septiembre de 2009 y acabó el 15 de noviembre de 2009. Después de esta obra, fue transferido al St. James Theatre en Broadway, donde empezó el previo el 24 de marzo de 2010 y empezó oficialmente el 20 de abril de 2010. Stockman dejó el espectáculo el 30 de enero de 2011.
Stockman apareció en el episodio 3x10 de Nurse Jackie, emitido en la primavera de 2011. Además, fue corista en la canción «Cinema», una pista del disco de Declan Bennett.

## Vida personal
Stockman es hijo de la escritora Jayne Anne Phillips y del psicólogo Mark Stockman. Desde octubre de 2009 mantuvo una relación con la actriz y cantante Lea Michele. Sin embargo, en septiembre de 2011, la pareja decidió ponerle fin a su relación, quedando como amigos.

## Filmografía

### Televisión
| Año         | Serie                             | Rol               | Notas       |
| ----------- | --------------------------------- | ----------------- | ----------- |
| 2019 - 2021 | Bonding                           | Josh              | 5 episodios |
| 2016        | Shades of Blue                    | Policía Hollister | Un episodio |
| 2016        | Law & Order: Special Victims Unit | Michael Wheeler   | Un episodio |
| 2011        | Nurse Jackie                      | Kyle              | Un episodio |
| 2009        | Cupid                             | DJ                | Un episodio |
| 2008        | 30 Rock                           | Ephrain           | Un episodio |

### Películas
| Año  | Película               | Rol         | Notas        |
| ---- | ---------------------- | ----------- | ------------ |
| 2014 | And So It Goes         |             |              |
| 2008 | The Steam-Room Crooner | Tom         | Cortometraje |
| 2003 | Freebox                | Mike Kenney | Cortometraje |

### Teatro
| Año     | Musical        | Rol                        | Fechas                                                 |
| ------- | -------------- | -------------------------- | ------------------------------------------------------ |
| 2010-11 | American Idiot | Personaje principal        | Desde el 20 de abril de 2010 hasta 30 de enero de 2011 |
| 2009-10 | Hair           | Miembro de la tribu/Hubert | Desde el 31 de marzo de 2009 hasta 27 de junio de 2010 |